# Peter Dzúrik
Peter Dzúrik (ur. 29 grudnia 1968 w Koszycach, zm. 9 września 2010 w Bratysławie) – słowacki piłkarz grający na pozycji środkowego obrońcy lub defensywnego pomocnika. W swojej karierze 44 razy wystąpił w reprezentacji Słowacji i strzelił w niej 2 gole.

## Kariera klubowa
Karierę piłkarską Dzúrik rozpoczął w klubie ZŤS Košice. Grał w nim w latach 1986–1988. W 1988 roku przeszedł do Dukli Znojmo, a w latach 1990–1993 ponownie grał w ZŤS Košice. Latem 1993 roku, po rozpadzie Czechosłowacji, zaczął grać w pierwszej lidze słowackiej, w zespole Chemlonu Humenné. W 1996 roku zdobył z nim Puchar Słowacji.
Na początku 1997 roku Dzúrik został zawodnikiem 1. FC Košice. W 1997 roku wywalczył z nim mistrzostwo Słowacji, a następnie sięgnął po Superpuchar Słowacji. W 1998 roku obronił z klubem z Koszyc tytuł mistrzowski.
Latem 2000 roku Dzúrik przeszedł do Interu Bratysława. W sezonie 2000/2001 wywalczył z Interem dublet - mistrzostwo oraz krajowy puchar. W 2002 roku trafił do innego klubu z Bratysławy, Slovana, w którym spędził półtora roku. W 2004 roku został piłkarzem Dukli Bańska Bystrzyca. Wywalczył z nią wicemistrzostwo kraju, a w 2005 roku zdobył Puchar Słowacji. W 2005 roku zakończył karierę.
9 września 2010 Dzúrik zmarł w Bratysławie z powodu guza mózgu.
| Sezon   | Klub                   | Kraj           | Rozgrywki | Mecze | Bramki |
| ------- | ---------------------- | -------------- | --------- | ----- | ------ |
| 1986/87 | ZŤS Košice             | Czechosłowacja | II. liga  | ?     | ?      |
| 1987/88 | ZŤS Košice             | Czechosłowacja | II. liga  | ?     | ?      |
| 1988/89 | Dukla Znojmo           | Czechosłowacja | III. liga | ?     | ?      |
| 1989/90 | Dukla Znojmo           | Czechosłowacja | III. liga | ?     | ?      |
| 1990/91 | ZŤS Košice             | Czechosłowacja | II. liga  | ?     | ?      |
| 1991/92 | ZŤS Košice             | Czechosłowacja | II. liga  | ?     | ?      |
| 1992/93 | ZŤS Košice             | Czechosłowacja | II. liga  | ?     | ?      |
| 1993/94 | Chemlon Humenné        | Słowacja       | I. liga   | 30    | 1      |
| 1994/95 | Chemlon Humenné        | Słowacja       | I. liga   | 29    | 4      |
| 1995/96 | Chemlon Humenné        | Słowacja       | I. liga   | 27    | 3      |
| 1996/97 | Chemlon Humenné        | Słowacja       | I. liga   | 13    | 0      |
| 1996/97 | 1. FC Košice           | Słowacja       | I. liga   | 15    | 1      |
| 1997/98 | 1. FC Košice           | Słowacja       | I. liga   | 29    | 4      |
| 1998/99 | 1. FC Košice           | Słowacja       | I. liga   | 29    | 3      |
| 1999/00 | 1. FC Košice           | Słowacja       | I. liga   | 28    | 3      |
| 2000/01 | Inter Bratysława       | Słowacja       | I. liga   | 34    | 5      |
| 2001/02 | Inter Bratysława       | Słowacja       | I. liga   | 35    | 5      |
| 2002/03 | Slovan Bratysława      | Słowacja       | I. liga   | 35    | 7      |
| 2003/04 | Slovan Bratysława      | Słowacja       | I. liga   | 10    | 0      |
| 2003/04 | Dukla Bańska Bystrzyca | Słowacja       | I. liga   | 16    | 0      |
| 2004/05 | Dukla Bańska Bystrzyca | Słowacja       | I. liga   | 13    | 1      |

## Kariera reprezentacyjna
W reprezentacji Słowacji Dzúrik zadebiutował 11 marca 1997 roku w wygranym 1:0 towarzyskim meczu z Bułgarią. W barwach Słowacji grał m.in. w eliminacjach do Euro 2000, MŚ 2002 i Euro 2004. W kadrze narodowej od 1997 do 2003 roku rozegrał łącznie 44 mecze i strzelił 2 gole.